# Luis Urrutia Rozas
Luis Urrutia Rozas; (Longaví, 1851 - Concepción, 17 de marzo de 1916). Abogado y político liberal chileno. Hijo de José Ignacio de Urrutia y Carvajal y Domitila Rozas García Olivos. Nieto de don Juan Martínez de Rozas. Contrajo matrimonio con Aurora Manzano Benavente (1875).

## Actividades profesionales
Educado en el Liceo de Concepción, donde cursó Leyes y juró como abogado (1875). Además de dedicarse a su profesión, practicó labores agrícolas en los fundos "Agua Buena" de la ciudad de Bulnes, el fundo "Retamal" en Pemuco y el fundo "San Javier" de San Ignacio.
Fue el primer director del diario "El Sur" de Concepción (1882).

## Actividades políticas
Integró el Partido Liberal, siendo regidor y primer alcalde de la ciudad de Concepción (1885).
Elegido Diputado por Arauco, Lebu y Cañete (1891-1894), formando parte esta vez de la comisión permanente de Guerra y Marina. 
Fue presidente de la Sociedad de Instrucción Primaria, fundador de la Cuarta Compañía de Bomberos de Concepción, de la que fue superintendente y director.